# Negro Casas
José Casas Ruiz (10 de enero de 1960) es un luchador mexicano de lucha libre profesional, que trabaja actualmente para Lucha Libre AAA Worldwide. Es hijo del luchador y réferi Pepe Casas y hermano de los también luchadores Felino y Heavy Metal. Casas ha sido entrenador de varios luchadores, entre ellos, Mephisto, Kazushige Nosawa, T.J. Perkins, Rocky Romero y Ricky Marvin.

## Campeonatos y logros
- Consejo Mundial de Lucha Libre
  - Campeonato Mundial de Peso Medio del CMLL (2 veces)
  - Campeonato Mundial en Parejas del CMLL (6 veces) – con El Hijo del Santo (3), Místico (2), Shocker (1)
  - Campeonato Mundial de Tríos del CMLL (1 vez) – con Último Guerrero & Atlantis
  - Campeonato Mundial de Peso Wélter del CMLL (1 vez)
  - Campeonato Nacional de Tríos (1 vez) – con El Felino & Mr. Niebla
  - Campeonato Mundial Histórico de Peso Wélter de la NWA (1 vez)
  - NWA World Welterweight Championship (1 vez)
  - Torneo Gran Alternativa (1994) – con Héctor Garza
  - Leyenda de Plata (2000, 2014, 2015)
  - Copa Bobby Bonales (2010)

- International Wrestling Revolution Group
  - IWRG Intercontinental Middleweight Championship (1 vez)
  - IWRG Intercontinental Trios Championship (1 vez) – con El Felino & Heavy Metal

- Lucha Libre AAA Worldwide
  - Campeonato Mundial en Parejas de la AAA (1 vez) – con Psycho Clown

- Mexican Provincial Championships
  - Estado de Guerrero Lightweight Championship (1 vez)
  - Estado de México heavyweight championship (42 veces)

- Universal Wrestling Association
  - Campeonato Mundial de Peso Ligero de la UWA (1 vez)
  - Campeonato Mundial de Peso Medio de la UWA (1 vez)

- World Wrestling Association
  - Campeonato Mundial de Peso Wélter de la WWA (1 vez)

- Datos: Q3022371
- Multimedia: Negro Casas / Q3022371